# Cottonwood megye
Cottonwood megye az Amerikai Egyesült Államokban, azon belül Minnesota államban található. Megyeszékhelye és legnagyobb városa Windom. Lakosainak száma 11 517 fő (2020. április 1.). Cottonwood megye Redwood, Jackson, Murray, Nobles, Brown és Watonwan megyékkel határos.

## Népesség
A megye népességének változása:
| Lakosok száma | 12 167 | 11 694 | 11 722 | 11 625 | 11 616 | 11 549 | 11 517 |
|               | 2000   | 2010   | 2011   | 2012   | 2013   | 2015   | 2020   |